# NGC 5923
NGC 5923 is een balkspiraalstelsel in het sterrenbeeld Ossenhoeder. Het hemelobject werd op 9 mei 1828 ontdekt door de Britse astronoom John Herschel.

## Synoniemen
- UGC 9823
- IRAS 15194+4154
- MCG 7-32-1
- ZWG 221.52
- ZWG 222.2
- NPM1G +41.0398
- PGC 54780